# Balgstädt
''Balgstädt es un municipio situado en el distrito de Burgenland, en el estado federado de Sajonia-Anhalt (Alemania), a una altitud de 100 metros. Su población a finales de 2015 era de unos 1150 habitantes y su densidad poblacional, 35 hab/km².